# Yassine Bounou
Yassine Bounou (Montreal, 5 april 1991) - alias Bono is een Marokkaans profvoetballer die als doelman speelt. Hij verruilde Sevilla in augustus 2023 voor Al-Hilal. Bounou debuteerde in 2013 in het Marokkaans voetbalelftal.

## Clubcarrière

### Wydad Casablanca
Bounou werd geboren in het Canadese Montreal en verhuisde op jonge leeftijd naar Marokko. Als kind waren zijn idolen keepers Gianluigi Buffon en Edwin van der Sar. Hij speelde in de jeugd bij Wydad Casablanca, waarvoor hij in 2011 in het eerste elftal debuteerde.

### Atlético Madrid en verhuur aan Real Zaragoza
Wydad Casablanca verkocht Bounou in juli 2012 aan Atlético Madrid. Hier speelde hij twee seizoenen in het tweede elftal. Hij bracht het seizoen 2014/15 op huurbasis door bij Real Zaragoza. Hiervoor debuteerde hij op 11 januari 2015 in het eerste elftal, in een wedstrijd in de Segunda División tegen Las Palmas. De daaropvolgende vijf wedstrijden slikte hij geen enkel doelpunt. Hij eindigde het seizoen 2014/15 met negentien competitiewedstrijden achter zijn naam. Het daaropvolgende seizoen speelde hij opnieuw op huurbasis voor Real Zaragoza.

### Girona
Bounou tekende in juli 2016  bij Girona, dat op dat moment uitkwam in de Segunda División. Hiermee promoveerde hij na één seizoen voor het het eerst in de clubgeschiedenis van Girona naar de Primera División. Ploeggenoot René Román en hij keepten dat jaar allebei 21 speelronden. Na de promotie naar het hoogste niveau werd hij alleen eerste doelman. In die hoedanigheid behaalde hij in 2017/18 met Girona de tiende plaats. Zijn ploeggenoten en hij eindigden in 2018/19 onder de degradatiestreep. 

### Sevilla
Girona verhuurde Bounou in september 2019 voor een jaar aan Sevilla. Zo bleef hij zelf actief in de Primera División. In eerste instantie was hij de tweede keeper achter Tomáš Vaclík. Wel speelde hij bijna alle wedstrijden in de Copa del Rey en de Europa League. Die laatste competitie won hij op 21 augustus 2020 met Sevilla door de finale met 3–2 te winnen van Internazionale. Zijn teamgenoot Luuk de Jong was die dag goed voor twee doelpunten. Bounou tekende op 4 september 2020 een contract voor vier seizoenen bij Sevilla. Hij was nog een paar maanden reservedoelman en verdrong toen Vaclík uit de basis. Bounou maakte op 20 maart 2021 voor het eerst in zijn profcarrière een doelpunt. Hij kwam mee naar voren bij een corner in de laatste minuut van een competitiewedstrijd tegen Real Valladolid en maakte op aangeven van Jules Koundé de 1–1, tevens de eindstand. Bounou won in 2022/23 voor de tweede keer de Europa League met Sevilla. In de finale tegen AS Roma stond het na de reguliere speeltijd en verlenging 1–1. Zijn ploeggenoten schoten in de beslissende strafschoppenreeks vier keer raak. Bounou stopte daarentegen de penalty van Gianluca Mancini, waarna diens ploeggenoot Roger Ibañez op de paal schoot.

### Al-Hilal
Bounou tekende in augustus 2023 voor drie jaar bij Al-Hilal. Dat betaalde 21 miljoen euro voor hem aan Sevilla. Met zijn overstap was Bounou een van tal van voetballers die in de zomer van 2023 van een Europese competitie naar Saoedi-Arabië vertrokken. Zo haalde Al-Hilal in diezelfde periode ook Kalidou Koulibaly, Ruben Neves, Sergej Milinković-Savić en Neymar naar de Saudi Pro League.

## Clubstatistieken
| 2010/11                          | Wydad AC          | Botola Pro         | 0   | 0 | 0  | 0 | 1  | 0 | 1   | 0 |
| 2011/12                          | Wydad AC          | Botola Pro         | 8   | 0 | 0  | 0 | 0  | 0 | 8   | 0 |
| 2012/13                          | Atlético Madrid B | Segunda División B | 24  | 0 | 0  | 0 | 0  | 0 | 24  | 0 |
| 2013/14                          | Atlético Madrid B | Segunda División B | 23  | 0 | 0  | 0 | 0  | 0 | 23  | 0 |
| 2014/15                          | → Real Zaragoza   | Segunda División A | 16  | 0 | 3  | 0 | 0  | 0 | 19  | 0 |
| 2015/16                          | → Real Zaragoza   | Segunda División A | 19  | 0 | 0  | 0 | 0  | 0 | 19  | 0 |
| 2016/17                          | Girona            | Segunda División A | 21  | 0 | 0  | 0 | 0  | 0 | 21  | 0 |
| 2017/18                          | Girona            | Primera División   | 30  | 0 | 1  | 0 | 0  | 0 | 31  | 0 |
| 2018/19                          | Girona            | Primera División   | 32  | 0 | 0  | 0 | 0  | 0 | 32  | 0 |
| 2019/20                          | Sevilla           | Primera División   | 6   | 0 | 2  | 0 | 10 | 0 | 18  | 0 |
| 2020/21                          | Sevilla           | Primera División   | 33  | 1 | 6  | 0 | 6  | 0 | 45  | 1 |
| 2021/22                          | Sevilla           | Primera División   | 31  | 0 | 0  | 0 | 10 | 0 | 41  | 0 |
| 2022/23                          | Sevilla           | Primera División   | 25  | 0 | 1  | 0 | 10 | 0 | 36  | 0 |
| 2023/24                          | Sevilla           | Primera División   | 1   | 0 | 0  | 0 | 0  | 0 | 1   | 0 |
| Carrière totaal                  | Carrière totaal   | Carrière totaal    | 269 | 1 | 13 | 0 | 37 | 0 | 319 | 1 |
| Bijgewerkt tot 17 augustus 2023. |                   |                    |     |   |    |   |    |   |     |   |

## Interlandcarrière
Op 14 augustus 2013 werd Bounou opgeroepen voor Marokko voor een oefeninterland tegen Burkina Faso. Een dag later debuteerde hij voor zijn land in Tanger. De doelman speelde de volledige tweede helft. Bounou werd geselecteerd als tweede keeper achter Munir Mohamedi voor de Afrika Cup 2017. Ook ging hij als reserve mee naar het WK 2018 in Rusland. Op beide toernooien kwam hij niet in actie. In de kwalificatie voor de Afrika Cup 2019 veroverde Bounou een basisplaats en die behield hij ook voor het toernooi. Hij kreeg daarop één tegentreffer in vier wedstrijden. Tijdens het WK 2022 stopte hij in de achtste finales tegen Spanje tijdens de beslissende strafschoppenserie twee strafschoppen, waarna Marokko doorging. Zijn ploeggenoten en hij werden dat toernooi vierde. Hij was doelman in zes van de zeven wedstrijden die Marokko dat WK speelde.

## Erelijst
| Competitie                   | Aantal           | Jaren            |
| Wydad Casablanca             | Wydad Casablanca | Wydad Casablanca |
| ---------------------------- | ---------------- | ---------------- |
| Botola Pro                   | 1x               | 2009/10          |
| Atlético Madrid              |                  |                  |
| Primera División             | 1x               | 2013/14          |
| Sevilla                      |                  |                  |
| UEFA Europa League           | 2x               | 2019/20, 2022/23 |
| UEFA–CONMEBOL Club Challenge | 1x               | 2023             |
| Al-Hilal                     |                  |                  |
| Saudi Professional League    | 1x               | 2023/24          |
| King’s Cup                   | 1x               | 2023/23          |
| Saudi Super Cup              | 1x               | 2023             |

1 Bounou ·
2 Hakimi ·
3 Mendyl ·
4 Da Costa ·
5 Benatia  ·
6 Saïss ·
7 Ziyech ·
8 El Ahmadi ·
9 El Kaabi ·
10 Belhanda ·
11 Fajr ·
12 Munir ·
13 Boutaïb ·
14 Boussoufa ·
15 Bennnasser ·
16 N. Amrabat ·
17 Dirar ·
18 Harit ·
19 En-Nesyri ·
20 Bouhaddouz ·
21 S. Amrabat ·
22 Tagnaouti ·
23 Carcela ·
Coach: Renard
1 Bounou ·
2 Hakimi ·
3 Mazraoui ·
4 Amrabat ·
5 Aguerd ·
6 Saïss  ·
7 Ziyech ·
8 Ounahi ·
9 Hamdallah ·
10 Zaroury ·
11 Sabiri ·
12 Munir ·
13 Chair ·
14 Aboukhlal ·
15 Amallah ·
16 Ezzalzouli ·
17 Boufal ·
18 El Yamiq ·
19 En-Nesyri ·
20 Dari ·
21 Cheddira ·
22 Tagnaouti ·
23 El Khannous ·
24 Benoun ·
25 Attiyat Allah ·
26 Jabrane ·
Coach: Regragui